# Puègbusca
Puègbusca (en francès Pechbusque) és un municipi francès del departament de l'Alta Garona a la regió d'Occitània.